# Ufologia radicale
Ufologia radicale è un libro pubblicato nel 1999 sotto lo pseudonimo "Men in Red", dietro cui si cela un'identità collettiva che si identifica in posizioni politiche di estrema sinistra.
Benché il titolo faccia riferimento esplicitamente al tema dell'ufologia, si tratta in realtà di una interpretazione sociologica di questo argomento, basata su concetti di stampo marxista e rivoluzionario.
In questa ottica, infatti, il possibile avvistamento o incontro ravvicinato con una popolazione aliena rappresenta la conferma di un'istanza utopica endemica nella società capitalista oppure la possibilità di un contatto con l'Altro assoluto, l'extraterrestre, quale portatore di una forma di civiltà evoluta necessariamente comunista. Alla base l'assunto che per sviluppare mezzi di trasporto in grado di superare la velocità della luce, e quindi raggiungere il pianeta Terra, è necessario che una società abbia raggiunto un elevato livello di cooperazione sociale: il comunismo.
In questo senso l'ufologia radicale esorta gli abitanti della Terra a non temere l'incontro con le popolazioni aliene, ma anzi a predisporvisi apertamente. Essa infatti sostiene che solo popolazioni che abbiano risolto le contraddizioni proprie del capitalismo, possono essere in grado effettivamente di raggiungere la terra; in questo senso l'ufologia radicale si oppone all'ufologia borghese, accusata di neutralizzare l'elemento potenzialmente rivoluzionario rappresentato dal contatto autonomo e non politicamente mediato fra terrestri e alieni.